# Mezinárodní komise pro ochranu průmyslového dědictví
Mezinárodní komise pro ochranu průmyslového dědictví, zpravidla známá pod zkratkou TICCIH (The International Committee for the Conservation of the Industrial Heritage), je mezinárodní společnost, věnující se studiu průmyslové archeologie a ochraně, podpoře a analýze průmyslového dědictví. Je vědeckou komisí Mezinárodní rady pro památky a sídla (ICOMOS) ohledně industriálního dědictví.
Jejím cílem je zdokumentovat a zachovat nejvýznamnější památky a dokumenty, týkající se vzniku a vývoje manufaktur a rozvoje průmyslu, dopravy a veřejně obslužné infrastruktury od počátku nástupu průmyslové revoluce. Odrážejíc mezivědní povahu průmyslové archeologie, čerpá z pomoci nadšenců a profesionálů nejrůznějších vědních oborů.
TICCIH byla založena na druhé mezinárodní konferenci ohledně zachování industriálního dědictví, konané v německé Bochumi roku 1975, na základě jednohlasného požadavku účastníků volajících po mezinárodní spolupráci pro uchování průmyslového dědictví. Generální shromáždění členů se v současnosti konají každým třetím rokem, roku 2006 se tak v Itálii konalo již třinácté. Kongres v roce 2009 proběhl v německém Freibergu.
TICCIH je spravována výborem a prezidentem, kteří jsou vybíráni národními zástupci různých národních komisí nebo přidruženými společnostmi. Členy TICCIH jsou jak osoby, tak i národní společnosti jako např. americká North American Society for Industrial Archaeology (SIA), francouzská Comité d'information et de liaison pour l'archéologie, l'étude et la mise en valeur du patrimoine industriel (CILAC) nebo britská Association for Industrial Archaeology (AIA). Česká republika je zastoupena v TICCIH Sekcí ochrany průmyslového dědictví (SOPD) při Národním technickém muzeu v Praze. Členové organizace dostávají čtvrtletník TICCIH Bulletin a slevu na dvakrát ročně vycházející časopis Patrimonie de l'industrie/Industrial Patrimony.
Komise má od roku 2000 v ICOMOSu svého poradce specialistu a hodnotí průmyslové prostory pro seznam Světového dědictví.